# 森姆·積遜
山繆·勒羅伊·傑克森（英語：Samuel Leroy Jackson，1948年12月21日—）是一位美國男演員及監製。最廣為人知的作品包括《侏羅紀公園》、《危險人物》和《星球大戰前傳三部曲》，近作則有《漫威电影宇宙系列》及《金牌特務》。
事業初期演出的多是吸毒的癮君子及反派，1990年代得以轉型，開始演出一些正派角色，現時多飾演很強勢的二線配角角色。曾於1991年憑《叢林熱》在康城電影節獲一個為他特設的最佳男配角獎，也曾在1995年憑《危險人物》贏得英國電影學院獎最佳男配角和獲得奧斯卡最佳男配角獎及金球獎最佳男配角提名，亦曾於1998年憑《黑色終結令》在柏林電影節贏得最佳男演員銀熊獎。

## 生平

### 早年
全名Samuel Leroy Jackson，1948年出生於美國華盛頓哥倫比亞特區，母親Elizabeth Jackson（閨姓Montgomery）當時為工廠女工。積遜幼時母親因工作關係把他送往田納西州查塔努加與她的父母（即森姆的外祖父母）同住，因此積遜上的小學及中學均是種族隔離學校。積遜從三年級起到中學畢業，一直在學校樂團中吹法國號及小號。
中學畢業後，積遜進入一所位於佐治亞州亞特蘭大的傳統黑人大學——莫爾浩司學院繼續學業，主修海洋生物學。1968年，美國黑人民權領袖馬丁路德金遇刺身亡，積遜是金博士在亞特蘭大的喪禮中的領賓員（usher）之一，其後乘飛機到孟菲斯參加一個平權抗議遊行。
積遜於大三那年轉到戲劇系，並創立了一個名叫「只是我們」（Just Us）的劇團。1969年，積遜與一班同學將莫爾浩司學院校董會的成員扣押起來，要求他們改善學院的行政及課程方向。學院最後的確作出改變，但積遜仍被控二級重罪「非法禁錮」（unlawful confinement），定罪後更被學院停學兩年。最後積遜於1972年畢業，獲戲劇系文學士學位。

### 事業
2011年榮登金氏世界紀錄「史上最高票房明星」，這紀錄是從1991年的《叢林熱》開始計算，之後他拍了上百部票房電影，合計票房為74億美金。過去20年，他總能演到賣座電影，如《星戰前傳》、《黑色追緝令》等。短短20年間，他平均1年拍4部電影，2009年更高達6部。

### 私人生活
積遜讀大學時遇上同是演員的拉坦亞·理查德森，不久後開始約會；他們於1980年結婚，並於1982年生下一名女兒Zoe。
積遜雖然是光頭，但他喜歡挑選他在不同電影中的假髮。他也喜歡他不同超級英雄電影中的造型，會收集他自己的模型。

## 扩展阅读
- Dils, Tracey E. . Black Americans of Achievement. Philadelphia: Chelsea House Publications. 1999. ISBN 0-7910-5282-6. OCLC 41885637.
- Hudson, Jeff. . London: Virgin Books. 2004. ISBN 1-85227-024-1. OCLC 224038091.
- Jordan, Pat. . The New York Times. 2012-04-26  [2017-01-05]. （原始内容存档于2017-01-05）.

## 外部連結
- 官方网站
- 森姆·積遜的Facebook專頁
- 森姆·積遜的X（前Twitter）
- 森姆·積遜的Instagram帳戶
- 森姆·積遜在互联网电影资料库（IMDb）上的資料（英文）
- 互聯網百老匯資料庫（IBDB）上森姆·積遜的資料（英文）
- 森姆·積遜在互联网电影资料库（IMDb）上的資料（英文）
- 森姆·積遜的詳盡生平 （页面存档备份，存于）